# Sandro Dell'Agnello
Sandro Dell'Agnello, né le 20 octobre 1961, à Livourne, en Italie, est un joueur et entraîneur italien de basket-ball. Il évolue durant sa carrière au poste d'ailier.

## Palmarès
Joueur
- Finaliste du championnat d'Europe 1991
- Champion d'Italie 1991
- Coupe d'Italie 1988

Entraîneur
- Meilleur entraîneur de Legadue 2008